# Robert L. Spitzer
Robert Leopold Spitzer (* 22. Mai 1932 in White Plains, New York; † 25. Dezember 2015 in Seattle, Washington) war ein US-amerikanischer Psychiater, Professor für Psychiatrie an der Columbia-Universität und Leiter des Forschungsbereiches Biometrie am New York State Psychiatric Institute.
Er forschte seit 1958 vorrangig zum Thema psychische Störungen, veröffentlichte zirka 300 Schriften und galt als einer der maßgeblichen zeitgenössischen Fachleute der USA für die Klassifikation psychischer Störungen. Als solcher war er führend an der Entwicklung des DSM-IV der American Psychiatric Association beteiligt und Vorsitzender der Kommission zur Erstellung der dritten Ausgabe (DSM-III) im Jahr 1980.

## Studie zur Homosexualität
Spitzer machte erstmals 1973 international von sich reden, als er der damals gängigen Meinung in der Psychiatrie, dass Homosexualität eine psychische Störung sei, entgegentrat und führend an deren Entfernung aus dem DSM mitwirkte. Später setzte sich diese Meinung durch, so dass psychiatrische Tagungen Protesten von Demonstranten aus der Ex-Gay-Bewegung ausgesetzt waren, die weiterhin an die Therapierbarkeit und eine Therapienotwendigkeit glaubten. Unter dem Eindruck von Demonstranten, die von einer angeblich wirksamen Therapie berichteten, konzipierte Spitzer, zu diesem Zeitpunkt sehr skeptisch gegenüber solchen Berichten, eine Studie, die zeigen sollte, ob überhaupt jemand von diesen Therapien profitiere.
Im Jahr 1999 begann Spitzer eine wissenschaftliche Studie, in der er die prinzipielle Möglichkeit von Therapien zur Veränderung der Homosexualität prüfen wollte. In dieser Studie wurden 200 Probanden befragt, die angaben, von einer homo- zu einer heterosexuellen Identität gewechselt zu haben, und an die Wirkung ihrer absolvierten Therapie glaubten. Spitzer stellte die Ergebnisse 2001 auf der Jahrestagung der American Psychiatric Association vor, und im Jahr 2003 veröffentlichte er einen Artikel über diese Studie. Aufgrund der Berichte der Probanden kam er zu dem Schluss, dass die Veränderung einer homosexuellen Orientierung für einige wenige hochmotivierte Individuen möglich sei, und er attestierte über der Hälfte der Teilnehmer ein „gutes heterosexuelles Funktionieren“. Ein wesentliches Problem bei der Erstellung der Studie war, dass es sehr lange dauerte, genügend Probanden zu finden.
Kritiker der Studie merken an, dass die Eigenangaben der Probanden unkritisch akzeptiert worden seien, das Auswahlverfahren der Probanden kritisch zu betrachten sei und dass die Stichprobe nicht repräsentativ sei. Spitzer selbst räumte ein, dass die Ergebnisse seiner Studie höchstens für eine sehr kleine, ausgewählte Gruppe von religiös hochmotivierten Menschen zuträfen.
Vertreter der Ex-Gay-Bewegung sehen die Studie nach wie vor als wichtigen wissenschaftlichen Beleg an und ziehen sie heran, um ihre Behauptung zu untermauern, dass eine Veränderung homosexueller Orientierung durch eine Therapie möglich sei. Spitzer selbst sagte in einem Interview, dass die wenigen Leute, die zu dem Suchraster seiner Studie passten, eindeutig von der Therapie profitiert hätten, und dass es „völlig absurd und lächerlich“ sei, zu behaupten, solche Therapien seien ethisch nicht vertretbar.
Kritiker der Ex-Gay-Bewegung merken jedoch an, dass die Aussagekraft der Studie häufig über ihre eigentlichen Aussagen hinaus interpretiert wird. Spitzer selbst hat in der Washington Post solche weitgehenden Interpretationen seiner Studie missbilligt. Er sagte: “What they don’t mention is that change is pretty rare” (deutsch: „Was sie nicht erwähnen ist, dass Veränderung sehr selten ist“), und bezeichnet die Idee, dass Menschen von Natur aus heterosexuell wären und es eine Wahlmöglichkeit für oder gegen Homosexualität gebe, als „völlig absurd“. In der New York Times sagte er 2007 etwas konkreter: “Although I suspect change occurs, I suspect it’s very rare. Is it 1 percent, 2 percent? I don’t think it’s 10 percent.” (deutsch: „Obwohl ich es für möglich halte, dass Veränderung stattfindet, vermute ich, dass sie sehr selten ist. Sind es 1 Prozent, 2 Prozent? Ich denke nicht, dass es 10 Prozent sind.“)
Im April 2012 zog Spitzer seine Studie zurück und räumte rückblickend ein, die daran geäußerte Kritik treffe weitgehend zu:

“The findings can be considered evidence for what those who have undergone ex-gay therapy say about it, but nothing more.”

„Die Ergebnisse können als Beleg betrachtet werden, was jene, die sich einer Ex-Gay-Therapie unterzogen haben, darüber auszusagen haben, aber mehr nicht.“

Er bedauerte, was er nunmehr als fehlgeleitete Interpretationen der Berichte seiner Studienteilnehmer erachtete. Er hatte Zweifel an seiner Interpretation der Studie („second thoughts about his study“) und war zu der Überzeugung gelangt, die Kritik im Archives of Sexual Behavior des Jahres 2003 sei berechtigt und deren Schlussfolgerungen, auf Basis der Daten, kämen der Wahrheit näher als seine damaligen Schlussfolgerungen. Spitzer schloss in seine Begründung eine Entschuldigung ein:

“I also apologize to any gay person who wasted time and energy undergoing some form of reparative therapy because they believed that I had proven that reparative therapy works with some ‘highly motivated’ individuals”

„Ich entschuldige mich bei allen homosexuellen Menschen, die ihre Zeit und Energie für irgendeine Form der reparativen Therapie verschwendet haben, weil sie glaubten, ich hätte bewiesen, dass [diese] bei einigen ‚hochmotivierten Personen‘ wirksam sei.“

## Veröffentlichungen

### Bücher (Auszug)
- Critical Issues in Psychiatric Diagnosis (mit Donald F. Klein). Raven 1978, ISBN 0-89004-213-6
- Dsm 111 Casebook, American Psychiatric Publications 1981, ISBN 0-89042-051-3
- Treatment of Mental Disorders (mit James W. Jefferson). Oxford University Press 1982, ISBN 0-19-503107-5
- Psychopathology, a Case Book (mit Janet B.W. Williams und Andrew E. Skodol). McGraw-Hill 1983, ISBN 0-07-060350-2
- DSM-111 Case Book: Casebook to 3r.e (Diagnostic). Cambridge University Press, 1985, ISBN 0-521-31530-1
- APA: Desk Reference to DSM III R: Desk Reference to the Diagnostic Criteria of 3r.e (Diagnostic). Cambridge University Press, 1987, ISBN 0-521-34693-2
- An Annotated Bibliography of Dsm III. 1987, ISBN 0-88048-257-5
- Scid-P. 1990, ISBN 0-88048-411-X
- Dsm-IV Casebook: A Learning Companion to the Diagnostic and Statistical Manual of Mental Disorders. 1994, ISBN 0-88048-675-9
- Structured Clinical Interview for DSM-IV Axis I Disorders (SCID-I). 1997, ISBN 0-88048-931-6
- International Perspectives on Dms-Iii, Diagnostic and Statistical Manual of Mental Disorders. American Psychiatric Association 1998, ISBN 0-88048-017-3
- Dsm-IV-Tr Casebook: A Learning Companion to the Diagnostic and Statistical Manual of Mental Disorders. American Psychiatric Association 2002, ISBN 1-58562-058-0
- Treatment Companion to the Dsm-IV-Tr Casebook. American Psychiatric Association 2004, ISBN 1-58562-139-0
- Dsm-IV-Tr Casebook, Volume 2. American Psychiatric Association 2006, ISBN 1-58562-219-2

### Veröffentlichungen zum Thema Homosexualität
- Robert J. Stoller, Judd Marmor, Irving Bieber, Ronald Gold, Charles W. Socarides, Richard Green, Robert L. Spitzer: A Symposium: Should Homosexuality be in the APA Nomenclature? In: American Journal of Psychiatry. Bd. 130, Nr. 11, November 1973, S. 1207–1216.
- 200 Subjects Who Claim to Have Changed Their Sexual Orientation from Homosexual to Heterosexual - Presentation at the American Psychiatric Association Annual Convention. New Orleans, 9. Mai 2001 – Original (en), Übersetzung (de) der OJC.
- Can Some Gay Men and Lesbians Change Their Sexual Orientation? 200 Participants Reporting a Change from Homosexual to Heterosexual Orientation. In: Archives of Sexual Behavior. Band 32, Nr. 5, Oktober 2003, S. 403–417.